# スタンリー・ブラック
スタンリー・ブラック（Stanley Black、OBE、1913年6月14日 - 2002年11月27日）は、イギリス・ロンドン生まれの指揮者・作曲家・編曲家ならびにピアニスト。
ロンドンのホワイトチャペルに生まれる。父はポーランド系、母はルーマニア系のユダヤ人。ジャズ・プレイヤーとしてスタートし、1930年代にはコールマン・ホーキンス、ベニー・カーター等と共演する。1944年にBBCダンス・オーケストラの指揮者となり、約9年間その職にあった。デッカ・レコードと契約し、多くの映画音楽の作曲、編曲を手がける。またクラシックやイージーリスニングの分野でも活躍し、多くの音源を残している。1960年代には来日して東京交響楽団を指揮している。

## 主なディスコグラフィ
- Some Enchanted Evening (1955年、Decca)
- Dancing in the Dark (1955年、Decca)
- Carnival in the Sun (1955年、Decca)
- Festival in Costa Rica (1955年、Decca)
- Music for Romance (1955年、Decca)
- 『キューバン・ムーンライト』 - Cuban Moonlight (1956年、Decca)
- 『レクオーナ名作集』 - The Music of Lecuona (1956年、Decca)
- Music of Richard Rodgers (1956年、Decca)
- Symphonic Suite of the Music Of Cole Porter (1956年、Decca)
- Summer Evening Serenade (1957年、Decca)
- Plays for Latin Lovers (1957年、Decca)
- The Night Was Made for Love (1957年、Decca)
- Red Velvet (1957年、Decca)
- 『トロピカル・ムーンライト』 - Tropical Moonlight (1957年、Decca)
- 『ムーンライト・カクテル』 - Moonlight Cocktail (1957年、Decca)
- 『パリの街角で』 - Place Pigalle (1958年、Decca)
- Melodies of Love (1958年、Richmond)
- Music of Jerome Kern and Irving Berlin (1958年、Richmond)
- Accent on Romance (1958年、Richmond)
- 『オール・タイム・トップ・タンゴ』 - The All Time Top Tangos (1959年、Decca)
- South of the Border (1959年、Decca)
- 『恋のラテン・ムード (ガーシュウィン・ゴーズ・ラテン)』 - Gershwin Goes Latin (1960年、Decca)
- 『エキゾティック・パーカッション』 - Exotic Percussion (1961年、Decca)
- 『情熱のスペイン』 - Spain (1961年、Decca)
- Film Spectacular (1962年、Decca)
- Film Spectacular Vol.2 (1963年、Decca)
- Ravel - Bolero (1964年、Decca)
- Music of a People (1965年、Decca)
- Broadway Spectacular (1965年、Decca)
- 『大いなるロシア!』 - Russia (1965年、Decca)
- More Top Tangos (1966年、Decca)
- 『ガーシュウィン/ラプソディー・イン・ブルー パリのアメリカ人』 - Rhapsody in Blue / American in Paris (1966年、Decca)
- Film Spectacular Vol.3 (1966年、Decca)
- Spectacular Dances for Orchestra (1967年、Decca)
- Broadway Blockbusters (1967年、Decca)
- Dimensions in Sound (1967年、Decca)
- Overture! (1968年、Decca)
- Great Rhapsodies for Orchestra (1969年、Decca)
- Music From Fiddler on the Roof (1969年、Decca)
- 『スクリーン・スペクタキュラー』 - Film Spectacular Vol. 4 (1972年、Decca)
- 『グレート・フィルム・スペクタクラー・VOL.5』 - Film Spectacular Vol. 5 (1975年、Decca)
- Digital Spectacular! (1979年、Decca)
- An American in Paris / Rhapsody in Blue (1982年、Decca)

## 主なフィルモグラフィ
- 『若気のいたり』 - One Wild Oat (1951年)
- 『素晴らしき遺産』 - Laughter in Paradise (1951年)
- That Woman Opposite (1957年)
- 『生きていた吸血鬼』 - Blood of the Vampire (1958年)
- 『太陽と遊ぼう!』 - Summer Holiday (1963年)
- 『金庫破り』 - The Cracksman (1963年)
- 『大逆転』 - Crossplot (1969年)
- 『バレンチノ』 - Valentino (1977年)